# Џонатан Тејвс
Џонатан Брајан Тејвс (енгл. Jonathan Bryan Toews; Винипег, 29. април 1988) професионални је канадски хокејаш на леду који игра на позицији централног нападача.
На улазном драфту НХЛ лиге који је 2006. одржан у Ванкуверу одабрала га је као трећег пика у првој рунди екипа чикашких Блекхокса. Професионалац је од сезоне 2007/08. када је и дебитовао у НХЛ лиги у дресу Блекхокса. Захваљујући одличним играма већ наредне сезоне постављен је на место капитена свог тима, поставши тако трећи најмлађи капитен у историји НХЛ лиге (са свега 20 година), после Габријела Ландескога и Сиднија Крозбија. Сезону 2009/10. окончао је освајањем трофеја Стенли купа са Блекхоксима, односно индивидуалног признања за најкориснијег играча плејофа у сезони. Стенлијев трофеј освојио је поново у сезони 2012/13.
У дресу репрезентације Канаде освојио је две титуле светског првака за играче до 20 година (на првенствима 2006. и 2007), односно злато на сениорском светском првенству 2007. у Русији и сребро на првенству 2008. у Канади. Освојио је и две златне олимпијске медаље, на Играма 2010. у Ванкуверу и четири године касније на Играма у Сочију. На олимпијском турниру у Ванкуверу проглашен је за најбољег стрелца и уврштен у идеалну поставу турнира.
Почетком јуна 2010. постао је чланом престижне хокејашке „Златне тројке“, признања које се додељује играчима који су током каријере освојили три најважнија турнира у хокеју на леду: светско првенство, олимпијско злато и Стенлијев трофеј. У тренутку пријема Тејвс је био најмлађи играч у историји који је објединио сва три трофеја.